# Romain Barras

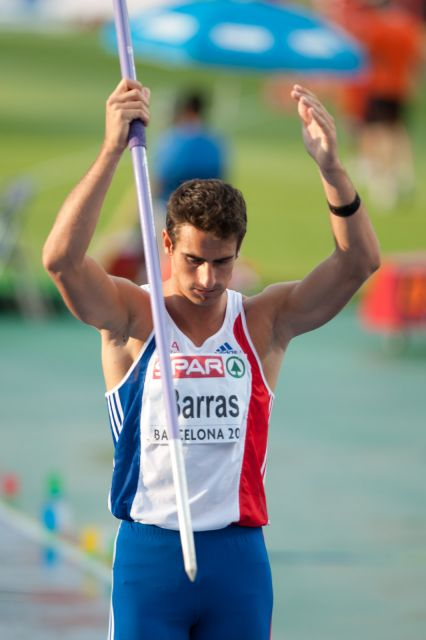
Romain Barras bei den Leichtathletik-Europameisterschaften 2010

Romain Barras (* 1. August 1980 in Calais) ist ein französischer Zehnkämpfer. Er wurde 2010 in Barcelona Europameister.

## Karriere
2001 erreichte Barras einen vierten Platz bei den U23-Europameisterschaften und einen fünften Platz bei der Universiade. 2003 übertraf Barras in drei Wettkämpfen die 8000-Punkte-Marke, seinen bis dahin besten Zehnkampf absolvierte er als Sieger der Universiade 2003 in Daegu mit 8196 Punkten. Bei den Olympischen Spielen 2004 in Athen erreichte er 8067 Punkte und belegte den 13. Platz.
2005 nahm Barras an fünf Zehnkämpfen teil und übertraf in allen die 8000-Punkte-Marke. In Angers wurde er erstmals französischer Meister. Bei den Weltmeisterschaften 2005 in Helsinki wurde er mit 8087 Punkten Siebter. 2006 siegte Barras beim Europacup der Mehrkämpfer vor Attila Zsivóczky in Arles. Bei den Europameisterschaften 2006 in Göteborg belegte er mit 8093 Punkten den achten Platz.
2007 wurde Barras bei den Halleneuropameisterschaften in Birmingham mit 5883 Punkten Sechster im Siebenkampf. Bei den Weltmeisterschaften 2007 in Osaka belegte er mit 8262 Punkten den siebten Platz. In Peking bei den Olympischen Spielen 2008 erreichte er 8253 Punkte und den fünften Platz. Nach einem zwölften Platz mit 8204 Punkten bei den Weltmeisterschaften 2009 in Berlin verbesserte er im Juni 2010 seine Bestleistung auf 8313 Punkte. Bei den Europameisterschaften 2010 in Barcelona führte er vor dem abschließenden 1500-Meter-Lauf mit fünf Punkten vor dem Niederländer Eelco Sintnicolaas. Sintnicolaas lief während des ganzen Laufs direkt hinter Barras, beim Endspurt auf der Zielgeraden holte Barras fast zwei Sekunden Vorsprung heraus und wurde mit 8453 Punkten Europameister.
Bei einer Körpergröße von 1,93 m beträgt sein Wettkampfgewicht 84 kg.

## Bestleistungen in den Einzeldisziplinen
| Disziplin       | Bestwert    | Jahr und Ort        |
| --------------- | ----------- | ------------------- |
| 100 m           | 11,02 s     | 2003 in Desenzano   |
| Weitsprung      | 7,35 m      | 2005 in Helsinki    |
| Kugelstoßen     | 16,19 m     | 2010 in Götzis      |
| Hochsprung      | 2,04 m      | 2010 in Barcelona   |
| 400 m           | 48,21 s     | 2006 in Arles       |
| 110 m Hürden    | 14,11 s     | 2008 in Albi        |
| Diskuswurf      | 47,21 m     | 2004 in Carcassonne |
| Stabhochsprung  | 5,05 m      | 2007 in Niort       |
| Speerwurf       | 65,84 m     | 2005 in Götzis      |
| 1500-Meter-Lauf | 4:20,90 min | 2009 in Szczecin    |

Seine Bestleistung von 8453 Punkten stellte Barras 2010 bei den Europameisterschaften in Barcelona auf.